# Онейродови
Онейродовите (Oneirodidae) са семейство актиноптери от разред Морски дяволи (Lophiiformes).
Таксонът е описан за пръв път от Тиъдър Гил през 1878 година.

## Родове
- Bertella
- Chaenophryne
- Chirophryne
- Ctenochirichthys
- Danaphryne
- Dermatias
- Dolopichthys
- Leptacanthichthys
- Lophodolos
- Microlophichthys
- Oneirodes
- Pentherichthys
- Phyllorhinichthys
- Puck
- Spiniphryne
- Tyrannophryne